# 針生高架橋
針生高架橋（はりゅうこうかきょう）は、福島県郡山市にある国道4号あさか野バイパスの道路橋である。

## 概要
- 全長：886m[1][2]
  - 主径間：61.5m[3][4]
- 橋梁幅員：9m×2[1][2]
  - 側道部幅員：7.0m×2[5]
  - 側道を含めた全体幅員：40.0m[5]
- 上部工形式：17（6＋6＋5）径間鋼連続非合成箱桁橋[3][4][6][7]
- 下部工形式：逆T字橋台、ラーメン式・壁式橋脚
- 基礎工形式：場所打ち工
- 施工
  - 上り：宮地鐵工所[注釈 1]（第1～6径間）[6]/松尾橋梁[注釈 2]（第7～12径間）[7]/新日本製鐵[注釈 3]（第13～17径間）[3]
  - 下り：サクラダ[4]
- 竣功
  - 上り：2006年[1]
  - 下り：2009年[2]

あさか野バイパスの中でも特に激しい渋滞が発生していた区間の連続立体交差化のために建設された橋梁であり、第2径間にて郡山市道大町大槻線（静御前通り）と交差する針生西交差点を、第8径間にて郡山市道三ツ坦台新二丁目線と交差する大槻交差点を、第16径間にて福島県道6号郡山湖南線（文化通り）と交差する台新交差点を渡る。起点である南詰は大槻町字針生に、北詰は台新一丁目、鳴神二丁目に位置する。南側では側道との合分流の直後に仁池向交差点が接続し、北側では側道との合分流と更に北側の新さくら通りへの合分流とが近接し織込み交通となっている。福島県内の道路橋梁としては4番目の長さであり、無料で通行できる道路橋としては最も長い。現在の上り線橋梁2車線を用いた下り線が先行して暫定供用され、のちに下り線橋梁が竣工し、通行区分の変更を経て4車線供用が開始された。下り線暫定開業時、従来16分かかっていたこの区間の混雑時の通過時間は1分へと15分短縮され、また当該区間の死傷事故発生件数も2002年から2006年までの年間平均19件から開通後となる2007年10か月間で8件と半減し、特に高架部での事故は0件であった。また、全線開通後は周辺の道路交通が当橋梁へ流れた結果、周辺市街地の交通量が1日あたり4700台減少した。
先行して建設された現在の上り線橋梁は南詰より大槻地区、針生北地区、台新地区と連続桁ごとに工区が分けられ上部工施工業者も異なるが、後から建設された下り線橋梁は全区間サクラダにより上部工が施工された。下り線橋梁建設時、既に供用されていた上り線側橋梁の伸縮装置を大型車が通過する際の騒音に対し周辺住民より苦情が伝えられたため、サクラダにより磁性式拘束型制振材を用いた騒音低減対策工が上り線橋梁に施された。橋梁両端の橋台周辺のアプローチ部は4％、高架部は福島方に向かい上り0.3％の縦断勾配が付いている。
上り大槻工区（第1～6径間）では国土交通省東北地方整備局としては総合評価管理費を計上して入札する初めての工事となり、第2径間である針生西交差点内の通行規制時間を短縮するための技術提案が評価項目となり、大型搬送車による送出し工法が採用され、交差点内の夜間交通規制時間は約8時間に抑えられた。その他の区間はトラッククレーンベント工法が用いられた。

## 沿革
- 2005年9月 - 現在の下り線側橋梁の架設作業が開始される[12]。
- 2006年8月28日 - 現在の下り線側橋梁のボルト締結式が執り行われる。衆議院議員根本匠、参議院議員岩城光英、郡山市長原正夫、郡山地域道路整備促進期成同盟会長大高善兵衛らが出席し、郡山市立大成小学校の児童により最後のボルトが締められ、くす玉が開披された[12]。
- 2006年3月25日 - 現在の下り線側橋梁が完成し、上り線として暫定供用が開始される[5]。
- 2009年8月6日 - 上り線側橋梁が完成し、上下4車線供用が開始される[5]。
- 2020年4月13日 - 同年6月9日にかけて上下線にて伸縮装置の交換工事が行われる[13]。

## 周辺
- ニラク郡山大槻店
- ツルハドラッグ郡山台新店
- 西条タクシー